# ゴットフリート1世 (下ロートリンゲン公)
ゴットフリート1世またはゴドフロワ1世（Gottfried I./Godefroid Ier、940/45年 - 964年）は、ジラール家出身のエノー伯（在位：958年 - 964年）、下ロタリンギア辺境伯もしくは副公（在位：959年 - 964年）、ギルガウ伯（在位：962年 - 964年）。ロタリンギア宮中伯兼ユーリヒガウ伯ゴットフリートと西フランク王シャルル3世の娘エルマントルド（908/16年生）との間の長男である。父ゴットフリートは東フランク王ハインリヒ1世の姉妹オーダの子にあたり、王家のリウドルフィング家と親戚関係にあった。

## 生涯
正確な年は不明であるが、国王オットー1世の弟で、ゴットフリートの師で友人であるケルン大司教兼ロートリンゲン大公ブルーノは、父ゴットフリートの後継者でありロートリンゲンにおける代理人として、ゴットフリートをロタリンギア宮中伯に任じた。958年6月には、退位させられたエノー伯レニエ3世に代わり、エノー伯位についた。さらに一年後には、ゴットフリートは下ロタリンギア辺境伯（もしくは副公）の位を与えられた。
ゴットフリートは、オットー1世のイタリア遠征に従った。この遠征にはトリーア大司教ハインリヒ1世など多くの家臣も従っていた。しかしゴットフリートは遠征中の964年夏に、疫病で嗣子なくローマで死去した。
ゴットフリートは若くして亡くなった。ゴットフリートはケルン大司教ブルーノに師事したが、ブルーノ自身は925年生まれで953年に大司教となった。このことから、ゴットフリートの生年は940年から945年の間と考えられる。